# Julian Fellowes
Julian Fellowes, nome completo Julian Alexander Kitchener-Fellowes, barone Fellowes di West Stafford (Il Cairo, 17 agosto 1949), è un attore, sceneggiatore e scrittore britannico.
Nel 2002 ha vinto l'Oscar alla migliore sceneggiatura originale per il film Gosford Park. Sempre per lo stesso film è stato candidato anche ai Golden Globe 2002 e ai Premi BAFTA 2002.
Nel 2011 ha vinto un Premio Emmy per la miglior sceneggiatura per un film, miniserie o speciale drammatico per Downton Abbey.

## Filmografia parziale

### Attore
- Priest of Love, regia di Christopher Miles (1981)
- Bunker (The Bunker), regia di George Schaefer (1981)
- Baby - Il segreto della leggenda perduta (Baby: Secret of the Lost Legend), regia di Bill L. Norton (1985)
- The Treaty (Il trattato), regia di Jonathan Lewis (1991)
- Il danno (Fatale), regia di Louis Malle (1992)
- Viaggio in Inghilterra (Shadowlands), regia di Richard Attenborough (1993)
- Agente 007 - Il domani non muore mai (Tomorrow Never Dies), regia di Roger Spottiswoode (1997)

### Sceneggiatore
- Gosford Park, regia di Robert Altman (2001)
- La fiera della vanità (Vanity Fair), regia di Mira Nair (2004)
- Julian Fellowes Investigates – miniserie TV, 5 puntate (2004)
- Piccadilly Jim (2004)
- Separate Lies (2005)
- The Young Victoria, regia di Jean-Marc Vallée (2009)
- From Time to Time (2009)
- The Tourist, regia di Florian Henckel von Donnersmarck (2010)
- Downton Abbey – serie TV, 52 episodi (2010-2015)
- Titanic, regia di Jon Jones – miniserie TV, 4 puntate (2012)
- Romeo and Juliet, regia di Carlo Carlei (2013)
- Doctor Thorne, regia di Niall MacCormick – miniserie TV, 4 puntate (2016)
- Mistero a Crooked House (Crooked House), regia di Gilles Paquet-Brenner (2017)
- The Chaperone, regia di Michael Engler (2018)
- Downton Abbey, regia di Michael Engler (2019)
- Belgravia, regia di John Alexander – miniserie TV, 6 puntate (2020)
- The English Game, regia di Birgitte Stærmose e Tim Fywell – miniserie TV, 6 puntate (2020)
- The Gilded Age – serie TV (2022-in corso)
- Downton Abbey II - Una nuova era (Downton Abbey II: A New Era), regia di Simon Curtis (2022)
- Downton Abbey: The Grand Finale, regia di Simon Curtis (2025)

### Regista
- Un giorno per sbaglio (Separate Lies) (2005)
- Il segreto di Green Knowe (From Time to Time) (2009)

### Produttore
- Doctor Thorne, regia di Niall MacCormick – miniserie TV, 4 puntate (2016)
- Downton Abbey, regia di Michael Engler (2019)
- Belgravia, regia di John Alexander – miniserie TV, 6 puntate (2020)
- The English Game, regia di Birgitte Stærmose e Tim Fywell – miniserie TV, 6 puntate (2020)
- Downton Abbey II - Una nuova era (Downton Abbey II: A New Era), regia di Simon Curtis (2022)
- Belgravia: The Next Chapter, regia di John Alexander, Paul Wilmshurst e Marisol Adler – miniserie TV, 8 puntate (2024)

## Romanzi
- Snob (2004)
- Un passato imperfetto (2009)
- Belgravia (2016)